# Mauritius i olympiska sommarspelen 1992
Mauritius deltog i de olympiska sommarspelen 1992 med en trupp bestående av 13 deltagare, men ingen av landets deltagare erövrade någon medalj.

## Badminton
Herrsingel
- Édouard Clarisse

Damsingel
- Martine de Souza
- Vandanah Seesurun

Damdubbel
- Martine de Souza och Vandanah Seesurun

## Friidrott
Herrarnas 110 meter häck
- Judex Lefou
  - Heats — 14,45 (→ gick inte vidare)

Herrarnas höjdhopp
- Khemraj Naiko

Herrarnas stavhopp
- Kersley Gardenne

## Segling
Damernas lechner
- Marie Menage
  - Slutlig placering — 261,0 poäng (→ 23:e plats)